# High Voltage (australské album)
High Voltage je první studiové album australské hard rockové kapely AC/DC vydané 17. února 1975. Autory šesti písní jsou Angus Young, Malcolm Young a Bon Scott. Píseň "Soul Stripper" napsali jen bratři Youngovi, píseň "Baby, Please Don't Go" je cover verzí písně Big Joe Williamse.
V roce 1976 vyšla mezinárodní verze alba High Voltage, avšak obsahovala především písně z alba T.N.T. a měla jiný obal. Z australské verze High Voltage byly na mezinárodní zařazeny pouze dvě písně, "Little Lover" a "She's Got Balls".

## Seznam skladeb
1. "Baby, Please Don't Go" (Big Joe Williams) – 4:52
2. "She's Got Balls" – 4:52
3. "Little Lover" – 5:39
4. "Stick Around" – 4:42
5. "Soul Stripper" (Young / Young) – 6:27
6. "You Ain't Got a Hold on Me" – 3:35
7. "Love Song" – 5:11
8. "Show Business" – 4:46

- Autory jsou Angus Young, Malcolm Young, a Bon Scott, pokud není uvedeno jinak.

## Obsazení
- Bon Scott - zpěv
- Angus Young - kytara
- Malcolm Young - kytara, doprovodný zpěv
- George Young - baskytara
- Tony Currenti - bicí v některých skladbách

Některé zdroje uvádějí, že následující osoby se také na albu podílely:
- Peter Clack - bicí ("She's Got Balls")
- John Proud - bicí ("Little Lover")